# 캐럴 오코너
캐럴 오코너(Carroll O'Connor, 1924년 8월 2일 ~ 2001년 6월 21일)는 미국의 배우이다.

## 주연 역할
- 올 인 더 패밀리

## 영화
- 흑과 백 (1958년 영화)
- 클레오파트라 (1963년 영화)
- 포인트 블랭크 (1967년 영화)
- 켈리의 영웅들

## 게스트 출연
- 보난자 (드라마)
- 첩보원 0011
- 미션 임파서블
- 새터데이 나이트 라이브
- 매드 어바웃 유
- 파티 오브 파이브

## 기타
- 올 인 더 패밀리